# Miroslav Ambro
Miroslav Ambro (17. února 1934 Bílany – 22. ledna 1964 Brno) byl český kameraman a režisér dabingu české televize v Brně.
V roce 1952 ukončil maturitou školní docházku na gymnáziu v Kroměříži. Před rokem 1964 začal studovat FAMU.

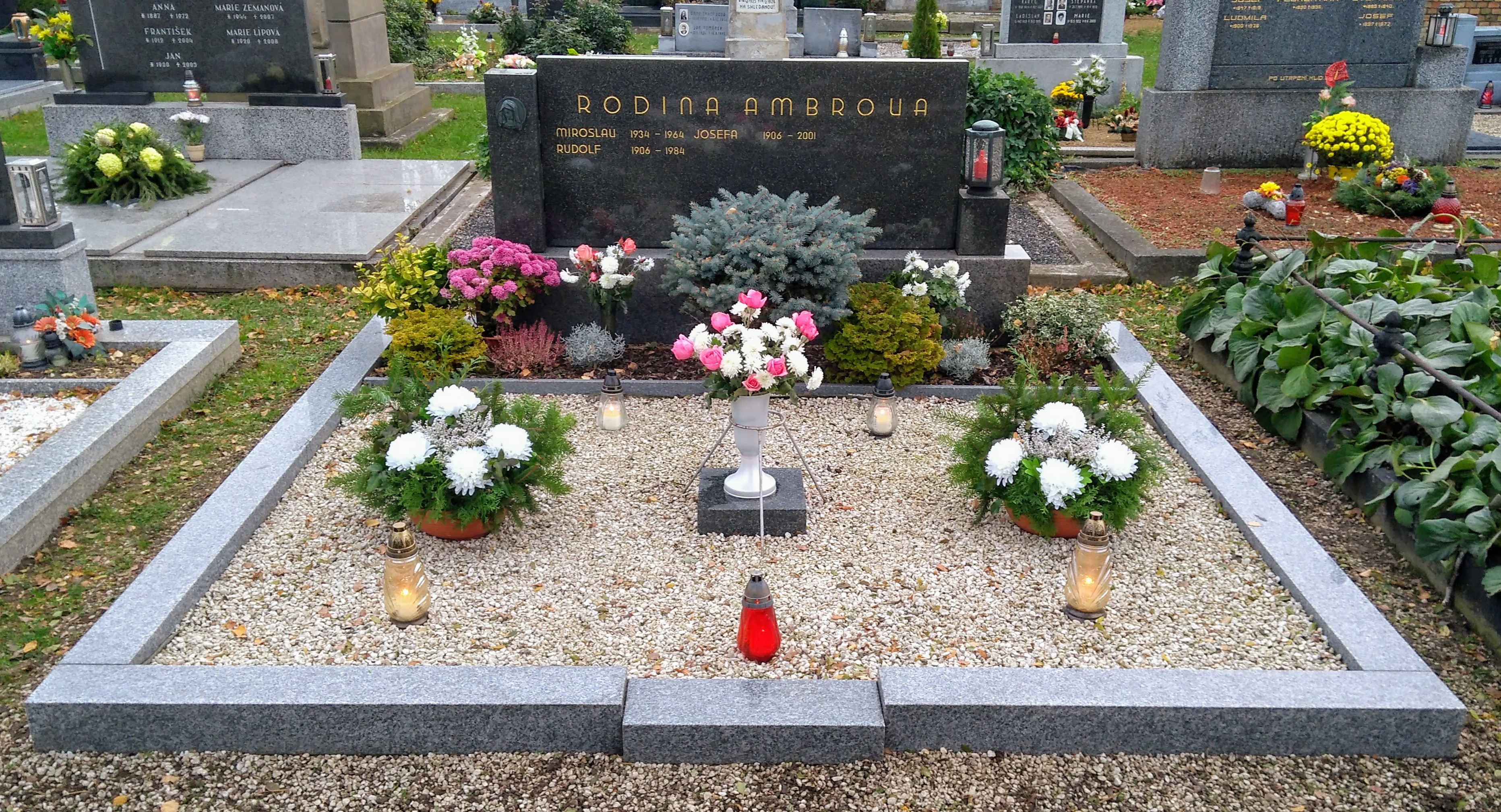
Rodinná hrobka na kroměřížském hřbitově v Bílanech

M. Ambro zemřel na otravu kouřovými zplodinami při požáru budovy Typos v Brně, kde měla Československá televize své pracoviště.
V té době pracoval na dabingu filmu režiséra Romana Polanského Nůž ve vodě.
Jeho dcera Alena (1955–2010) byla herečkou divadla Husa na provázku.